# اسلام‌کوی (کاهتا)
اسلام‌کوی {{ترکی|İslamköy) (به کردی: Şêxmırık) یک منطقهٔ مسکونی کردنشین در ترکیه است که در کاهتا واقع شده‌است.